# Hurwitz-féle zéta-függvény

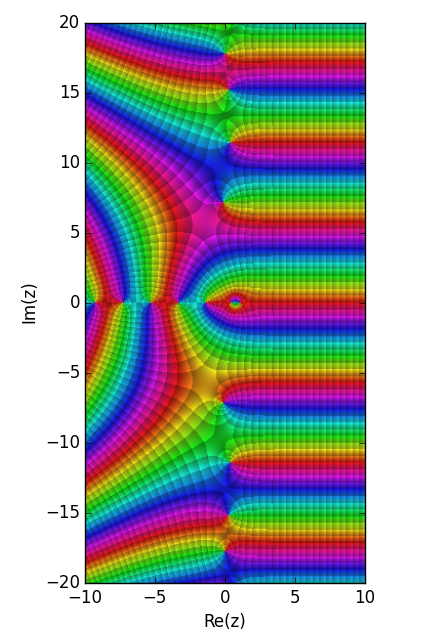
Hurwitz-féle zéta-függvény, ha q=1/3. Tartományszínezéses módszerrel generálva a Matplotlib felhasználásával. A piros szín pozitív, a kékeszöld negatív valós értékeket jelez

A matematikában a Hurwitz-féle zéta-függvény a zéta-függvények egyike. Formális definíciója  s, q komplex argumentumokra, ha Re(s) > 1 és Re(q) > 0:
{\displaystyle \zeta (s,q)=\sum _{n=0}^{\infty }{\frac {1}{(q+n)^{s}}}.}
A fent megadott tartományon abszolút konvergens, és kiterjeszthető a komplex síkra úgy, hogy s≠1. A Riemann-féle zéta-függvény ennek egy speciális esete: ζ(s,1).

## Analitikus folytatás

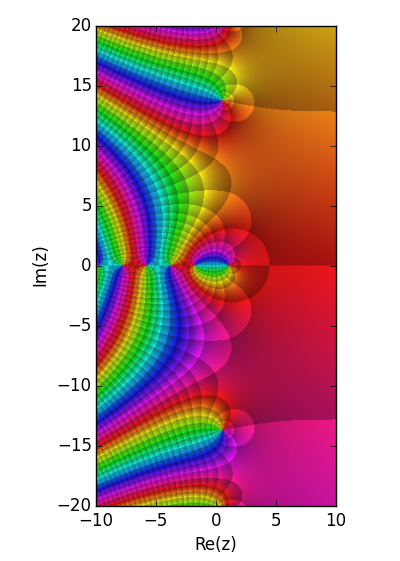
Hurwitz-féle zéta-függvény, ha q=24/25

Ha  {\displaystyle \mathrm {Re} (s)\leq 1}, akkor a függvény definiálható, mint:
{\displaystyle \zeta (s,q)=\Gamma (1-s){\frac {1}{2\pi i}}\int _{C}{\frac {z^{s-1}e^{qz}}{1-e^{z}}}dz}
ahol az integráció {\displaystyle C} útvonala hurok a negatív tengely körül. Ezzel {\displaystyle \zeta (s,q)} analitikusan folytatható s-ben.
A Hurwitz-féle zéta-függvény ezzel a folytatással meromorf, ami minden {\displaystyle s} komplex számra definiálható, amire {\displaystyle s\neq 1}. Az  {\displaystyle s=1}  helyen elsőrendű pólusa van, és reziduuma 1. A konstans term
{\displaystyle \lim _{s\to 1}\left[\zeta (s,q)-{\frac {1}{s-1}}\right]={\frac {-\Gamma '(q)}{\Gamma (q)}}=-\psi (q)}
ahol {\displaystyle \Gamma } a gamma-függvény, és {\displaystyle \psi } a digamma-függvény.

## Sorfejtés

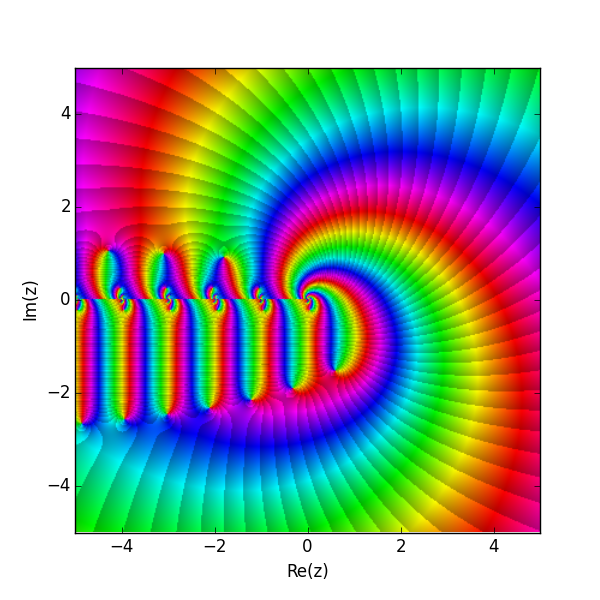
Hurwitz-féle zéta-függvény, mint q függvénye. Itt s rögzített, s=3+4i

Helmut Hasse konvergens Newton-sor reprezentációt definiált minden valós q > 0 és minden s ≠ 1 esetére  1930-ban:
{\displaystyle \zeta (s,q)={\frac {1}{s-1}}\sum _{n=0}^{\infty }{\frac {1}{n+1}}\sum _{k=0}^{n}(-1)^{k}{n \choose k}(q+k)^{1-s}.}
A sor egyenletesen konvergál az s-sík kompakt halmazain egy egészfüggvényhez. A belső összeg érthető, mint {\displaystyle q^{1-s}} n-edik hátradifferenciálja; azaz,
{\displaystyle \Delta ^{n}q^{1-s}=\sum _{k=0}^{n}(-1)^{n-k}{n \choose k}(q+k)^{1-s}}
ahol Δ az előredifferenciál operátor. Tehát
{\displaystyle {\begin{aligned}\zeta (s,q)&={\frac {1}{s-1}}\sum _{n=0}^{\infty }{\frac {(-1)^{n}}{n+1}}\Delta ^{n}q^{1-s}\\&={\frac {1}{s-1}}{\log(1+\Delta ) \over \Delta }q^{1-s}\end{aligned}}}

## Integrál reprezentáció
A függvény integrálreprezentációja Mellin-transzformációval kapható:
{\displaystyle \zeta (s,q)={\frac {1}{\Gamma (s)}}\int _{0}^{\infty }{\frac {t^{s-1}e^{-qt}}{1-e^{-t}}}dt}
ha {\displaystyle \Re s>1} és {\displaystyle \Re q>0.}

## Hurwitz képlete
Hurwitz képlete:
{\displaystyle \zeta (1-s,x)={\frac {1}{2s}}\left[e^{-i\pi s/2}\beta (x;s)+e^{i\pi s/2}\beta (1-x;s)\right]}
ahol
{\displaystyle \beta (x;s)=2\Gamma (s+1)\sum _{n=1}^{\infty }{\frac {\exp(2\pi inx)}{(2\pi n)^{s}}}={\frac {2\Gamma (s+1)}{(2\pi )^{s}}}{\mbox{Li}}_{s}(e^{2\pi ix})}
a zéta egy reprezentációja, ami érvényes {\displaystyle 0\leq x\leq 1} and s > 1.  Itt  {\displaystyle {\text{Li}}_{s}(z)} a polilogaritmus.

## Függvényegyenlet
A függvényegyenlet kapcsolatot teremt a jobb és a bal félsíkon felvett értékek között. Egész {\displaystyle 1\leq m\leq n} esetén
{\displaystyle \zeta \left(1-s,{\frac {m}{n}}\right)={\frac {2\Gamma (s)}{(2\pi n)^{s}}}\sum _{k=1}^{n}\left[\cos \left({\frac {\pi s}{2}}-{\frac {2\pi km}{n}}\right)\;\zeta \left(s,{\frac {k}{n}}\right)\right]}
fennáll minden s értékre.

## Taylor-sorok
A zéta függvényt a második argumentumában vett parciális deriválás eltolja:
{\displaystyle {\frac {\partial }{\partial q}}\zeta (s,q)=-s\zeta (s+1,q).}
Emiatt a Taylor-sornak különböző árnyékformája van:
{\displaystyle \zeta (s,x+y)=\sum _{k=0}^{\infty }{\frac {y^{k}}{k!}}{\frac {\partial ^{k}}{\partial x^{k}}}\zeta (s,x)=\sum _{k=0}^{\infty }{s+k-1 \choose s-1}(-y)^{k}\zeta (s+k,x).}
Alternatívan,
{\displaystyle \zeta (s,q)={\frac {1}{q^{s}}}+\sum _{n=0}^{\infty }(-q)^{n}{s+n-1 \choose n}\zeta (s+n),}
ahol {\displaystyle |q|<1}.
Közeli rokon a Stark–Keiper formula:
{\displaystyle \zeta (s,N)=\sum _{k=0}^{\infty }\left[N+{\frac {s-1}{k+1}}\right]{s+k-1 \choose s-1}(-1)^{k}\zeta (s+k,N)}
ami egész N-ekre és tetszőleges s-re teljesül. Lásd még Faulhaber képletét hasonló kapcsolatért egészek hatványainak véges összegével.

## Laurent-sor
A Laurent-sorkifejtés használható a Stieltjes-konstansok definiálásához:
{\displaystyle \zeta (s,q)={\frac {1}{s-1}}+\sum _{n=0}^{\infty }{\frac {(-1)^{n}}{n!}}\gamma _{n}(q)\;(s-1)^{n}.}
Speciálisan {\displaystyle \gamma _{0}(q)=-\psi (q)} és {\displaystyle \gamma _{0}(1)=-\psi (1)=\gamma _{0}=\gamma }.

## Fourier-transzformált
A Hurwitz-féle zéta-függvény s szerinti diszkrét Fourier-transzformáltja a Legendre-féle khi-függvény.

## Kapcsolat a Bernoulli-polinomokkal
A fent definiált {\displaystyle \beta } függvény a Bernoulli-polinomok általánosítása:
{\displaystyle B_{n}(x)=-\Re \left[(-i)^{n}\beta (x;n)\right]}
ahol {\displaystyle \Re z} a z komplex szám valós része. Alternatívan
{\displaystyle \zeta (-n,x)=-{B_{n+1}(x) \over n+1}.}
Speciálisan {\displaystyle n=0} esetén:
{\displaystyle \zeta (0,x)={\frac {1}{2}}-x.}

## Kapcsolat a Jacobi-féle théta-függvénnyel
Ha {\displaystyle \vartheta (z,\tau )} a Jacobi-féle théta-függvény, akkor
{\displaystyle \int _{0}^{\infty }\left[\vartheta (z,it)-1\right]t^{s/2}{\frac {dt}{t}}=\pi ^{-(1-s)/2}\Gamma \left({\frac {1-s}{2}}\right)\left[\zeta (1-s,z)+\zeta (1-s,1-z)\right]}
teljesül minden {\displaystyle \Re s>0} és komplex, de nem egész z esetén. Ha z=n egész, az összefüggés egyszerűsíthető:
{\displaystyle \int _{0}^{\infty }\left[\vartheta (n,it)-1\right]t^{s/2}{\frac {dt}{t}}=2\ \pi ^{-(1-s)/2}\ \Gamma \left({\frac {1-s}{2}}\right)\zeta (1-s)=2\ \pi ^{-s/2}\ \Gamma \left({\frac {s}{2}}\right)\zeta (s).}
ahol ζ a Riemann-féle zéta-függvény. Jegyezzük meg, hogy ez utóbbi forma függvényegyenlet a Riemann-féle zéta-függvényre, és ez Riemanntól származik. A különbség annak tulajdonítható, hogy a Jacobi-féle théta-függvény határértéke a Dirac-delta z-ben, ha {\displaystyle t\rightarrow 0}.

## Kapcsolat a Dirichlet-féleL-függvényekkel
Racionális argumentumokra a Hurwitz-féle zéta-függvény kifejezhető Dirichlet-féle L-függvények lineáris kombinációjaként, és fordítva: A Hurwitz-féle zéta-függvény egyenlő a ζ(s) Riemann-féle zéta-függvénnyel ha q = 1, ha q = 1/2 akkor (2s−1)ζ(s), és ha q = n/k ahol k > 2, (n,k) > 1 és 0 < n < k, akkor
{\displaystyle \zeta (s,n/k)={\frac {k^{s}}{\varphi (k)}}\sum _{\chi }{\overline {\chi }}(n)L(s,\chi ),}
és az összeg végigfut az összes Dirichlet-karakteren mod k. Megfordítva, tekintsük a következő lineáris kombinációt:
{\displaystyle L(s,\chi )={\frac {1}{k^{s}}}\sum _{n=1}^{k}\chi (n)\;\zeta \left(s,{\frac {n}{k}}\right).}
Teljesül még a multiplikációs tétel:
{\displaystyle k^{s}\zeta (s)=\sum _{n=1}^{k}\zeta \left(s,{\frac {n}{k}}\right),}
ahol a hasznos általánosítás az eloszlás reláció
{\displaystyle \sum _{p=0}^{q-1}\zeta (s,a+p/q)=q^{s}\,\zeta (s,qa).}
(Ez utóbbi akkor teljesül, ha q természetes szám, és 1 − qa nem.)

## Nullhelyek
Ha q = 1, akkor éppen a Riemann-féle zéta-függvényt kapjuk vissza. Ha q = 1/2, akkor a  Riemann-féle zéta-függvény és egy egyszerű függvény szorzatát kapjuk, ami nehézzé teszi a nullhelyek keresését. Ha  0<q<1 és q≠1/2, akkor minden pozitív &epsilon-hoz van gyök az 1<Re(s)<1+&epsilon sávban. Ezt Davenport és Heilbronn bizonyította transzcendens esetre,  és Cassels algebrai irracionális esetre.

## Racionális értékek
A Hurwitz-féle zéta-függvénnyel több azonosság is levezethető a racionális számokra. Az {\displaystyle E_{n}(x)} Euler-polinomok együtthatói:
{\displaystyle E_{2n-1}\left({\frac {p}{q}}\right)=(-1)^{n}{\frac {4(2n-1)!}{(2\pi q)^{2n}}}\sum _{k=1}^{q}\zeta \left(2n,{\frac {2k-1}{2q}}\right)\cos {\frac {(2k-1)\pi p}{q}}}
és
{\displaystyle E_{2n}\left({\frac {p}{q}}\right)=(-1)^{n}{\frac {4(2n)!}{(2\pi q)^{2n+1}}}\sum _{k=1}^{q}\zeta \left(2n+1,{\frac {2k-1}{2q}}\right)\sin {\frac {(2k-1)\pi p}{q}}}
Továbbá
{\displaystyle \zeta \left(s,{\frac {2p-1}{2q}}\right)=2(2q)^{s-1}\sum _{k=1}^{q}\left[C_{s}\left({\frac {k}{q}}\right)\cos \left({\frac {(2p-1)\pi k}{q}}\right)+S_{s}\left({\frac {k}{q}}\right)\sin \left({\frac {(2p-1)\pi k}{q}}\right)\right]}
ami teljesül, ha {\displaystyle 1\leq p\leq q}. Itt {\displaystyle C_{\nu }(x)} és {\displaystyle S_{\nu }(x)} a  {\displaystyle \chi _{\nu }} Legendre-féle khi-függvény segítségével vannak definiálva
{\displaystyle C_{\nu }(x)=\operatorname {Re} \,\chi _{\nu }(e^{ix})}
és
{\displaystyle S_{\nu }(x)=\operatorname {Im} \,\chi _{\nu }(e^{ix}).}
A ν egész értékeire ezek kifejezhetők az Euler-polinomokkal.  Ezek a relációkl megkaphatók a függvényegyenlet alkalmazásával a fenti Hurwitz-formulára.

## Speciális esetek, általánosítások
A Hurwitz-féle zéta-függvény pozitív egész m-mel kapcsolódik a poligamma függvényhez:
{\displaystyle \psi ^{(m)}(z)=(-1)^{m+1}m!\zeta (m+1,z)\ .}
Negatív egész −n számokra az értékek a Bernoulli-polinomokhoz kapcsolódnak:
{\displaystyle \zeta (-n,x)=-{\frac {B_{n+1}(x)}{n+1}}\ .}
A Barnes-féle zéta-függvény a Hurwitz-féle zéta-függvény általánosítása.
A Lerch-transzcendens a Hurwitz-féle zéta-függvény általánosítása:
{\displaystyle \Phi (z,s,q)=\sum _{k=0}^{\infty }{\frac {z^{k}}{(k+q)^{s}}}}
így
{\displaystyle \zeta (s,q)=\Phi (1,s,q).\,}
Hipergeometrikus függvény
{\displaystyle \zeta (s,a)=a^{-s}\cdot {}_{s+1}F_{s}(1,a_{1},a_{2},\ldots a_{s};a_{1}+1,a_{2}+1,\ldots a_{s}+1;1)} ahol {\displaystyle a_{1}=a_{2}=\ldots =a_{s}=a{\text{ és }}a\notin \mathbb {N} {\text{ valamint }}s\in \mathbb {N} ^{+}.}
Meijer-féle G-függvény
{\displaystyle \zeta (s,a)=G\,_{s+1,\,s+1}^{\,1,\,s+1}\left(-1\;\left|\;{\begin{matrix}0,1-a,\ldots ,1-a\\0,-a,\ldots ,-a\end{matrix}}\right)\right.\qquad \qquad s\in \mathbb {N} ^{+}.}

## Alkalmazásai
A Hurwitz-féle zéta-függvény több különböző tudományterületen felbukkan. Legtöbbször a számelmélet használja, itt jól kidolgozott elmélete van. Fraktálok, dinamikai rendszerek esetén is megjelenik. Az alkalmazott statisztikában kapcsolódik a Zipf-törvény, és a Zipf–Mandelbrot-törvény. A részecskefizikában  Julian Schwinger egy képletében is megjelenik, hogy pontos eredményt adjon egy Dirac-elektron párképződésére uniform elektromos mezőben.

## Fordítás
Ez a szócikk részben vagy egészben  a   Hurwitz zeta function című angol Wikipédia-szócikk fordításán alapul.  Az eredeti cikk szerkesztőit annak laptörténete sorolja fel. Ez a jelzés csupán a megfogalmazás eredetét és a szerzői jogokat jelzi, nem szolgál a cikkben szereplő információk forrásmegjelöléseként.